# Félix Geybels
Pour les articles homonymes, voir Geybels.
Félix Geybels, né le 23 novembre 1935 à Zolder en Belgique, et mort le 15 novembre 2013 à l'hôpital universitaire Gasthuisberg de Louvain en Belgique,, est un footballeur international belge actif dans les années 1950 et 1960 et qui joue toute sa carrière au poste de défenseur au Beringen FC.
Suspendu à vie à la suite de l'affaire de corruption opposant son club au KFC Turnhout, il quitte Beringen en terminant deuxième du championnat de Belgique en 1964.
S'il ne joue qu'un seul match amical avec les Diables Rouges, le 14 juin 1959 face à l'Autriche (défaite, 4-2), en neuf sélections, il est une valeur sûre des aspirants avec lesquels il dispute quatorze rencontres entre 1956 et 1963.
Félix Geybels a aussi siégé un temps comme représentant du parti socialiste flamand sp.a au conseil communal de Heusden-Zolder.

## Statistiques

### En club
| Saison                | Club                  | Championnat           | Championnat | Championnat | Coupe(s) nationale(s) | Coupe(s) nationale(s) | Total | Total |
| Saison                | Club                  | Division              | M.          | B.          | M.                    | B.                    | M.    | B.    |
| 1952-1953             | Beringen FC           | Division 1            | -           | -           | -                     | -                     | 0     | 0     |
| 1953-1954             | Beringen FC           | Division 2            | -           | -           | -                     | -                     | 0     | 0     |
| 1954-1955             | Beringen FC           | Division 2            | -           | -           | -                     | -                     | 0     | 0     |
| 1955-1956             | Beringen FC           | Division 1            | -           | -           | -                     | -                     | 0     | 0     |
| 1956-1957             | Beringen FC           | Division 1            | -           | -           | -                     | -                     | 0     | 0     |
| 1957-1958             | Beringen FC           | Division 2            | -           | -           | -                     | -                     | 0     | 0     |
| 1958-1959             | Beringen FC           | Division 1            | -           | -           | -                     | -                     | 0     | 0     |
| 1959-1960             | Beringen FC           | Division 1            | -           | -           | -                     | -                     | 0     | 0     |
| 1960-1961             | Beringen FC           | Division 2            | -           | -           | -                     | -                     | 0     | 0     |
| 1961-1962             | Beringen FC           | Division 2            | -           | -           | -                     | -                     | 0     | 0     |
| 1962-1963             | Beringen FC           | Division 1            | -           | -           | -                     | -                     | 0     | 0     |
| 1963-1964             | Beringen FC           | Division 1            | -           | -           | -                     | -                     | 0     | 0     |
| Total sur la carrière | Total sur la carrière | Total sur la carrière | 102         | 0           | -                     | -                     | 102   | 0     |

### En sélections nationales
| Saison                | Sélection             | Phases finales        | Phases finales | Phases finales | Phases finales | Éliminatoires CDM | Éliminatoires CDM | Éliminatoires CDM | Éliminatoires EURO | Éliminatoires EURO | Éliminatoires EURO | Matchs amicaux | Matchs amicaux | Matchs amicaux | Total | Total | Total |
| Saison                | Sélection             | Compétition           | M              | B              | Pd             | M                 | B                 | Pd                | M                  | B                  | Pd                 | M              | B              | Pd             | M     | B     | Pd    |
| --------------------- | --------------------- | --------------------- | -------------- | -------------- | -------------- | ----------------- | ----------------- | ----------------- | ------------------ | ------------------ | ------------------ | -------------- | -------------- | -------------- | ----- | ----- | ----- |
| 1956-1957             | Belgique aspirants    | -                     | -              | -              | -              | -                 | -                 | -                 | -                  | -                  | -                  | 1              | 0              | 0              | 1     | 0     | 0     |
| 1958-1959             | Belgique aspirants    | -                     | -              | -              | -              | -                 | -                 | -                 | -                  | -                  | -                  | 4              | 0              | 0              | 4     | 0     | 0     |
| 1959-1960             | Belgique aspirants    | -                     | -              | -              | -              | -                 | -                 | -                 | -                  | -                  | -                  | 1              | 0              | 0              | 1     | 0     | 0     |
| 1960-1961             | Belgique aspirants    | -                     | -              | -              | -              | -                 | -                 | -                 | -                  | -                  | -                  | 5              | 0              | 0              | 5     | 0     | 0     |
| 1961-1962             | Belgique aspirants    | -                     | -              | -              | -              | -                 | -                 | -                 | -                  | -                  | -                  | 1              | 0              | 0              | 1     | 0     | 0     |
| 1962-1963             | Belgique aspirants    | -                     | -              | -              | -              | -                 | -                 | -                 | -                  | -                  | -                  | 1              | 0              | 0              | 1     | 0     | 0     |
| 1963-1964             | Belgique aspirants    | -                     | -              | -              | -              | -                 | -                 | -                 | -                  | -                  | -                  | 1              | 0              | 0              | 1     | 0     | 0     |
| Sous-total            | Sous-total            | Sous-total            | -              | -              | -              | -                 | -                 | -                 | -                  | -                  | -                  | 14             | 0              | 0              | 14    | 0     | 0     |
| 1958-1959             | Belgique              | -                     | -              | -              | -              | -                 | -                 | -                 | -                  | -                  | -                  | 1              | 0              | 0              | 1     | 0     | 0     |
| Sous-total            | Sous-total            | Sous-total            | -              | -              | -              | -                 | -                 | -                 | -                  | -                  | -                  | 1              | 0              | 0              | 1     | 0     | 0     |
| Total sur la carrière | Total sur la carrière | Total sur la carrière | -              | -              | -              | -                 | -                 | -                 | -                  | -                  | -                  | 15             | 0              | 0              | 15    | 0     | 0     |

### Matchs internationaux
| Matchs internationaux de Félix Geybels, | Matchs internationaux de Félix Geybels, | Matchs internationaux de Félix Geybels, | Matchs internationaux de Félix Geybels, | Matchs internationaux de Félix Geybels, | Matchs internationaux de Félix Geybels, | Matchs internationaux de Félix Geybels, | Matchs internationaux de Félix Geybels, |
| #                                       | Date                                    | Lieu                                    | Adversaire                              | Résultat                                | Compétition                             | Club                                    | Notes                                   |
| --------------------------------------- | --------------------------------------- | --------------------------------------- | --------------------------------------- | --------------------------------------- | --------------------------------------- | --------------------------------------- | --------------------------------------- |
| 1                                       | 14 juin 1959                            | Praterstadion, Vienne, Autriche         | Autriche                                | D 2 - 4                                 | Match amical                            | Beringen FC                             | Titulaire.                              |

| Matchs aspirants de Félix Geybels | Matchs aspirants de Félix Geybels | Matchs aspirants de Félix Geybels              | Matchs aspirants de Félix Geybels | Matchs aspirants de Félix Geybels | Matchs aspirants de Félix Geybels | Matchs aspirants de Félix Geybels | Matchs aspirants de Félix Geybels |
| #                                 | Date                              | Lieu                                           | Adversaire                        | Résultat                          | Compétition                       | Club                              | Notes                             |
| --------------------------------- | --------------------------------- | ---------------------------------------------- | --------------------------------- | --------------------------------- | --------------------------------- | --------------------------------- | --------------------------------- |
| 1                                 | 14 octobre 1956                   | Stade Municipal, Luxembourg, Luxembourg        | Luxembourg                        | D 4 - 6                           | Match amical                      | Beringen FC                       | Titulaire.                        |
| 2                                 | 11 novembre 1958                  | Stade communal, Jambes, Belgique               | Luxembourg                        | V 3 - 2                           | Match amical                      | Beringen FC                       | Titulaire.                        |
| 3                                 | 23 novembre 1958                  | Stade du Mambourg, Charleroi, Belgique         | Hongrie B                         | N 1 - 1                           | Match amical                      | Beringen FC                       | Titulaire.                        |
| 4                                 | 1er mars 1959                     | Stade des Éperons d'or, Courtrai, Belgique     | France B                          | V 2 - 1                           | Match amical                      | Beringen FC                       | Titulaire.                        |
| 5                                 | 18 avril 1959                     | Stade Albert-Dyserynck, Bruges, Belgique       | Pays-Bas B                        | V 2 - 1                           | Match amical                      | Beringen FC                       | Titulaire.                        |
| 6                                 | 27 mars 1960                      | Stade de la Schützenwiese, Winterthour, Suisse | Suisse B                          | V 1 - 0                           | Match amical                      | Beringen FC                       | Titulaire.                        |
| 7                                 | 23 avril 1960                     | Stadion De Kraal (nl), Venlo, Pays-Bas         | Pays-Bas B                        | N 1 - 1                           | Match amical                      | Beringen FC                       | Titulaire.                        |
| 8                                 | 9 mars 1961                       | Stade communal, Jambes, Belgique               | Luxembourg                        | V 3 - 0                           | Match amical                      | Beringen FC                       | Titulaire.                        |
| 9                                 | 15 mars 1961                      | Stade Henri-Jooris, Lille, France              | France B                          | N 2 - 2                           | Match amical                      | Beringen FC                       | Titulaire.                        |
| 10                                | 21 mars 1961                      | Stade Pierre-Cornelis, Alost, Belgique         | Pays-Bas B                        | V 2 - 0                           | Match amical                      | Beringen FC                       | Titulaire.                        |
| 11                                | 21 mai 1961                       | Albertparkstadion, Ostende, Belgique           | Suisse B                          | V 5 - 1                           | Match amical                      | Beringen FC                       | Titulaire.                        |
| 12                                | 18 octobre 1961                   | Stade Robert-Diochon, Rouen, France            | France B                          | N 0 - 0                           | Match amical                      | Beringen FC                       | Titulaire.                        |
| 13                                | 14 octobre 1962                   | Stade Municipal, Luxembourg, Luxembourg        | Luxembourg                        | V 2 - 0                           | Match amical                      | Beringen FC                       | Titulaire.                        |
| 14                                | 1er décembre 1963                 | Mijnstadion, Beringen, Belgique                | Luxembourg                        | V 4 - 2                           | Match amical                      | Beringen FC                       | Titulaire.                        |

## Palmarès

### En club
|  |  | Beringen FC - Championnat de Belgique : - Vice-champion : 1964 - Championnat de Belgique de deuxième division (1) : - Champion : 1958 |